# Fallmeisterei (Neustadt an der Aisch)
Fallmeisterei (später Frankenhaus genannt) ist eine Wüstung im Gemeindegebiet der Kreisstadt Neustadt an der Aisch im Landkreis Neustadt an der Aisch-Bad Windsheim (Mittelfranken, Bayern). Fallmeisterei lag in der Gemarkung Neustadt an der Aisch.

## Geografie
Die Einöde lag etwa 300 Meter südlich von Neustadt.

## Geschichte
Gegen Ende des 18. Jahrhunderts bestand Fallmeisterei aus einem Anwesen, das zu Neustadt an der Aisch gehörte. Der Rat Neustadt war Grundherr des Anwesens.
Von 1797 bis 1810 unterstand der Ort dem Justizamt Dachsbach und Kammeramt Neustadt. Im Rahmen des Gemeindeedikts wurde Fallmeisterei dem 1811 gebildeten Steuerdistrikt Neustadt an der Aisch und der 1813 gegründeten Munizipalgemeinde Neustadt an der Aisch zugeordnet. Um 1900 entstand an der Stelle der Fallmeisterei das Frankenhaus, benannt nach dem Familiennamen des Eigentümers. In der Folgezeit entwickelte sich daraus eine kleine Siedlung. Diese wurde auf einer topographischen Karte von 1949 letztmals verzeichnet. Heute wird die Siedlung Am Frankenhof genannt.

## Einwohnerentwicklung
| Jahr      | 001818 | 001836 | 001840 | 001861 | 001871 | 001885 | 001900 |
| Einwohner | 7      | 7      | 9      | 10     | 11     | 8      | 4      |
| Häuser    | 1      | 1      | 1      |        |        | 1      | 1      |
| Quelle    | [ 9 ]  | [ 10 ] | [ 11 ] | [ 12 ] | [ 13 ] | [ 14 ] | [ 1 ]  |

## Religion
Der Ort war evangelisch-lutherisch geprägt und nach St. Johannes der Täufer gepfarrt. Die Katholiken waren nach St. Johannis Enthauptung gepfarrt.